# Romain Cardis
Romain Cardis (Melun, 12 de agosto de 1992) es un ciclista profesional francés, miembro del equipo Saint Michel-PREFERENCE HOME-Auber93.

## Palmarés

### Carretera
2015 (como amateur)
- Tour de Loir-et-Cher, más 2 etapas

2018
- 1 etapa del Tour de Valonia[1]

2021
- París-Troyes

### Pista
2013
- Campeonato de Francia Persecución por Equipos (haciendo equipo con Thomas Boudat, Julien Morice y Maxime Piveteau)

## Resultados en Grands Vueltas
| Carrera | Carrera         | 2016  | 2017 | 2018 | 2019 | 2020 | 2021 | 2022 | 2023 | 2024 |
| ------- | --------------- | ----- | ---- | ---- | ---- | ---- | ---- | ---- | ---- | ---- |
|         | Giro de Italia  | —     | —    | —    | —    | —    | —    | ―    | ―    | ―    |
|         | Tour de Francia | —     | —    | —    | —    | —    | ―    | ―    | ―    | —    |
|         | Vuelta a España | 148.º | —    | —    | ―    | —    | —    | ―    | —    | ―    |

—: no participa

Ab.: abandono

## Equipos
- Vendée-U (2012-2015) (amateur)
- Team Europcar (stagiaire) (2014)[2]
- Direct Énergie (2016-2020)
  - Direct Énergie (2016-04.2019)
  - Team Total Direct Énergie (04.2019-2020)
- Saint Michel-Auber93[3] (2021-)
  - Saint Michel-Auber93 (2021-2022)
  - Saint Michel-Mavic-Auber93 (2023-2024)
  - Saint Michel-PREFERENCE HOME-Auber93 (2025-)